# MicroStation
MicroStation è un software CAD prodotto per 2 - 3 - dimensioni al fine di progettare o abbozzare prodotti, sviluppato e commercializzato da Bentley Systems.
Le ultime versioni del software vengono distribuite esclusivamente per Microsoft Windows, ma storicamente MicroStation era disponibile per le piattaforme Macintosh e un numero di sistemi operativi Unix-like.
MicroStation è la piattaforma di architettura e ingegneria, il pacchetto del software è sviluppato da Bentley Systems, Incorporated. Tra una serie di cose, genera oggetti 2D/3D di grafica vettoriale. La versione corrente è MicroStation CONNECT Edition.

## Storia
| Nome                               | Versione     | Data            | Commenti |
| ---------------------------------- | ------------ | --------------- | --- |
| MicroStation 1.0                   | 1.0          | 1985            | Release iniziale |
| MicroStation 2.0                   | 2.0          | Febbraio, 1987  | Introdotto il formato DGN |
| MicroStation 3.0                   | 3.0          | Dicembre, 1988  | |
| MicroStation Mac 3.4               | 3.4          | Dicembre, 1989  | Set di base per Motif nel PC e versioni UNIX nel 1990                                                                                   |
| MicroStation V4                    | 4.0          | Dicembre, 1990  | Prima versione con MDL e Motif, GUI |
| MicroStation V5                    | 5.0          | Ottobre, 1993   | Foto realistiche (rendering). |
| MicroStation 95                    | 5.5          | Novembre, 1995  | Introduzione di AccuDraw ae SmartLine - 32-bit                                                                                          |
| MicroStation SE                    | 5.7          | Novembre, 1997  | Rolled Image Manager e MicroStation MasterPiece - ultima versione multi-piattaforma                                                     |
| MicroStation/J                     | 7.0          | Dicembre, 1998  | Modelli Solidi (SmartSolid/SmartSurface), Java                                                                                          |
| MicroStation/J V7.1                | 7.1          | Dicembre, 1998  | Controllo ortografico, ProjectBank client Windows 2000 di supporto                                                                      |
| MicroStation V8                    | 8.0          | Ottobre, 2001   | Lettura/Scrittura DWG senza traduzioni, livelli illimitati, cronologia                                                                  |
| MicroStation V8.1                  | 8.1          | Febbraio, 2003  | Firme digitali, protezione dei file, i gruppi di nome, impostazioni rapide, set di visualizzazione                                      |
| MicroStation V8 2004 Edition       | 8.5          | Apr, 2004       | Stampare in PDF, 3D in PDF, esportare a U3D, ADT                                                                                        |
| MicroStation V8 XM Edition         | 8.9          | Maggio, 2006    | Flussi di lavoro strutturato, nuovo DirectX, sottosistema basato su schermo, contenuto strutturato, aggiornata l'interfaccia utente GUI |
| MicroStation V8i                   | 8.11         | Ottobre, 2008   | Sistema di posizionamento GPS modulo, Coordinate ausiliare per vista, visualizzazioni dinamiche                                         |
| MicroStation V8i (SELECTseries 1)  | 8.11.07.171  | Novembre, 2009  | Introduzione di Autodesk RealDWG TM 2010                                                                                                |
| MicroStation V8i (SELECTseries 2)  | 8.11.07.443  | Luglio, 2010    | Introduzione di Clash Detection e Point Clouds                                                                                          |
| MicroStation V8i (SELECTseries 3)  | 08.11.09     | Aprile, 2012    | |
| MicroStation V8i (SELECTseries 4)  | 08.11.09.8xx | Marzo, 2016     | |
| MicroStation V8i (SELECTseries 10) | 08.11.09.9x  | Maggio, 2019    | |
| MicroStation CONNECT Edition       | 10.xx        | Settembre, 2015 | |